# Ribeira Brava (Capo Verde)
Ribeira Brava è un centro abitato di Capo Verde, situato sull'isola di São Nicolau.
Si trova 3 km a sud-est di Queimadas.